# Sainte-Marguerite-en-Ouche
Sainte-Marguerite-en-Ouche település Franciaországban, Eure megyében. Lakosainak száma 98 fő (2018. január 1.). Sainte-Marguerite-en-Ouche Landepéreuse községgel határos.

## Népesség
A település népessége az elmúlt években az alábbi módon változott:
| Lakosok száma | 98   | 106  | 82   | 99   | 118  | 139  | 129  | 124  | 131  | 98   |
|               | 1962 | 1968 | 1982 | 1990 | 1999 | 2008 | 2011 | 2013 | 2017 | 2018 |